# 2-я Донская сводная казачья кавалерийская дивизия
2-я Донская сводная казачья кавалерийская дивизия — соединение кавалерии РККА, созданное во время Гражданской войны в России 1918—1920 годов. Являлось маневренным средством в руках фронтового и армейского командования для решения оперативных и тактических задач.

## Командный состав 2-й Донской сводной казачьей кавалерийской дивизии
- 2-я Донская сводная казачья дивизия

### Начальники дивизии
- Попов Никита — с 3 июля 1918 года по 26 сентября 1918 года[1]
- Агатонович, Борис Васильевич, врид — с 26 сентября 1918 года по 16 октября 1918 года[1]
- Зотов, Степан Антонович, врид — с 16 октября 1918 года по 18 декабря 1918 года[1]

### Военком
- Чибисов, Пётр Павлович — с 5 ноября 1918 года по 18 декабря 1918 года[1]

### Начальники штаба
- Белокобыльский, Иван Петрович — с 3 июля 1918 года по 26 августа 1918 года[1]
- Попов, Николай Захарович — с 26 августа 1918 года по 3 октября 1918 года, с 27 ноября 1918 года по 18 декабря 1918 года[1]
- Малов, Андрей Дмитриевич — с 3 октября 1918 года по 26 ноября 1918 года[1]